# لي سزي مينغ
لي سزي مينغ (بالصينية: 李思明) هو مدرب كرة قدم ولاعب كرة قدم صيني في مركز الوسط، ولد في 5 فبراير 1979 في هونغ كونغ في الصين. شارك مع منتخب هونغ كونغ لكرة القدم. أما مع النوادي، فقد لعب مع نادي إيسترن سبورتس ونادي جنوب الصين ونادي سون هي.

## وصلات خارجية
- لي سزي مينغ على موقع الاتحاد الدولي (مؤرشف)  (الإنجليزية)
- لي سزي مينغ على موقع قاعدة بيانات كرة القدم.إي يو (الإنجليزية)